# Konak (architecture)
Pour les articles homonymes, voir Konak.

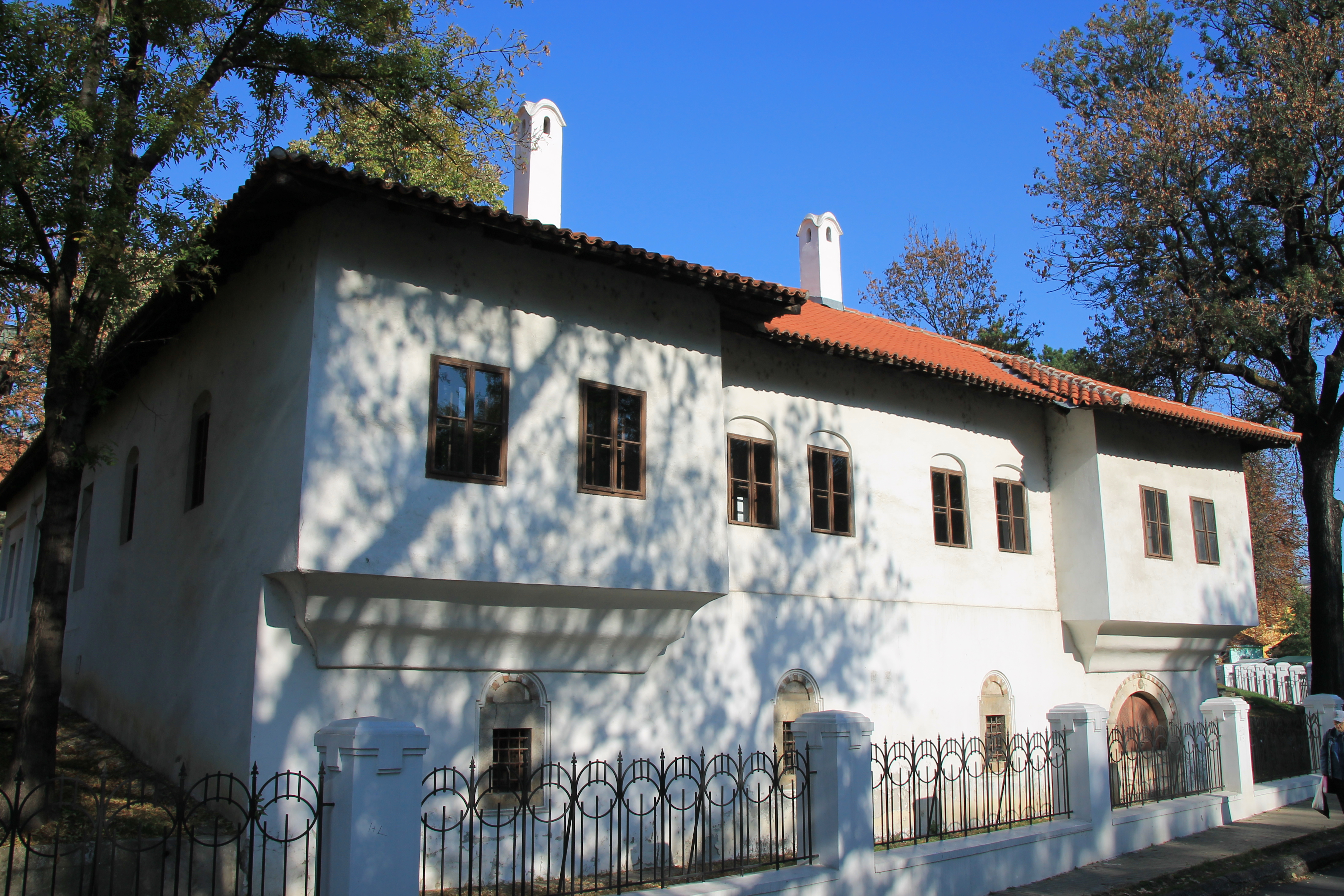
Le konak Amidža à Kragujevac.

Le mot konak est un terme d'origine turque qui désigne, en Turquie et dans les territoires autrefois dominés par les Ottomans, un « palais », une « résidence », une « grande maison » ou, plus généralement, un « lieu où l'on passe la nuit ». Construits par de riches particuliers ou par les membres de l'aristocratie, les konaks pouvaient également servir de résidence administrative.

## En Turquie
Construits en bois, souvent au-dessus de fondations en pierres, principalement  dans la seconde moitié du XIXème siècle, les konaks étaient des palais ou des maisons de ville regroupant une famille élargie entourés d’un jardin.
Dans son recueil de souvenirs Orhan Pamuk évoque les konaks d'Istanbul : 
Mais les écrits des voyageurs occidentaux venus à Istanbul au milieu du XIXe siècle, ou même avant, nous renseignent sur la beauté puissante, pleine et riche que conféraient à la ville, tout spécialement les couleurs et l'atmosphère resplendissante des opulents konak.
Dans les années trente où, avec l'élimination par la République de tous ces pachas ottomans, héritiers impériaux et autres hauts fonctionnaires de l'Empire, les konak dépendants du Palais commençaient à être évacués, faute d'entretien, et à être détruits par le feu  

## En Grèce
La plupart des konaks subsistants de Grèce sont situés dans la moitié nord du pays et datent pour la plupart de la fin de la période ottomane, autrement dit du XVIIIe siècle et du début du XIXe siècle. Parmi les principaux exemples figurent le manoir Poúlkos à Siátista, le manoir Georgios-Schwartz à Ambelákia et le manoir Benizélos à Athènes.

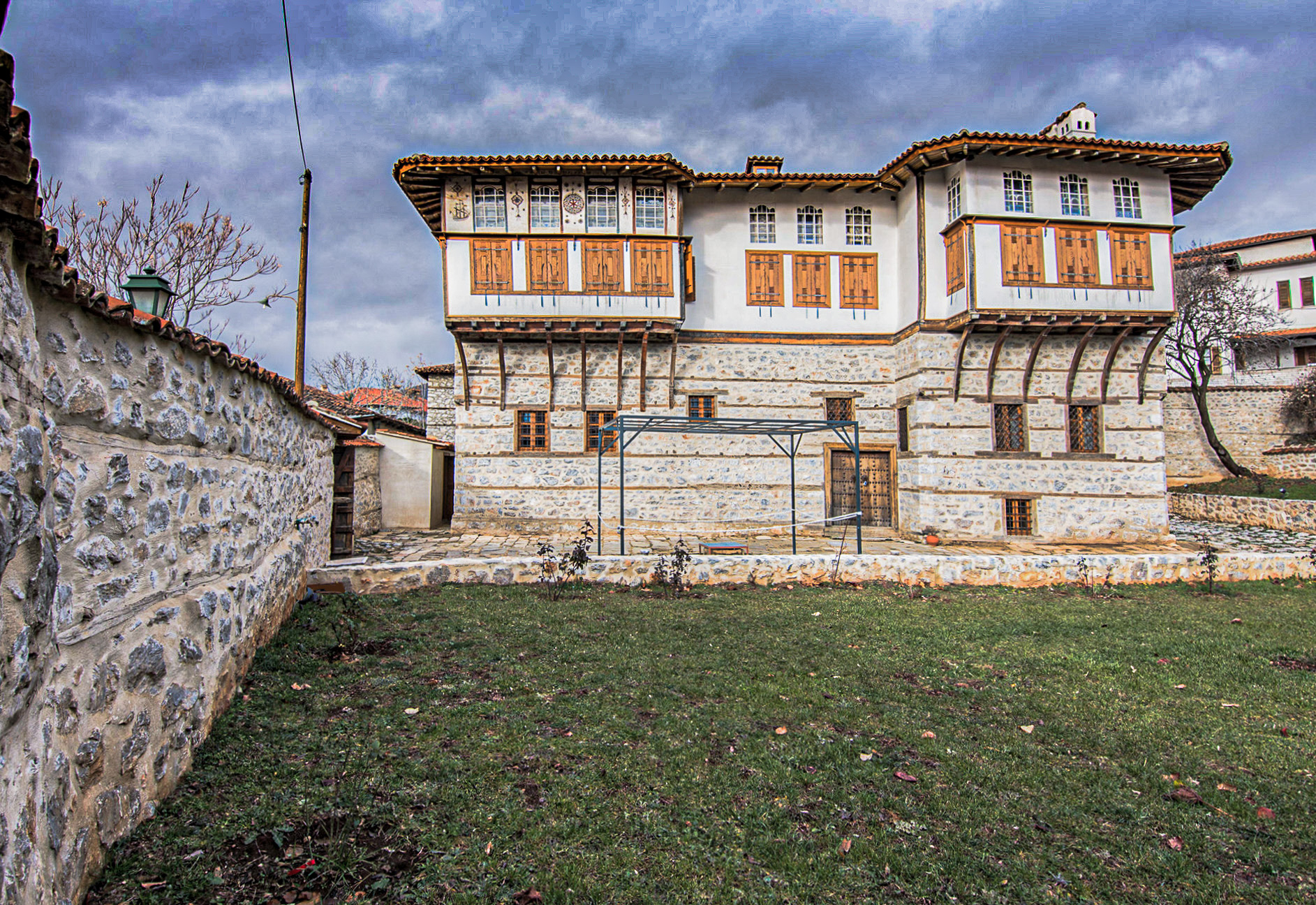
Manoir Poúlkos à Siátista (Macédoine-Occidentale).
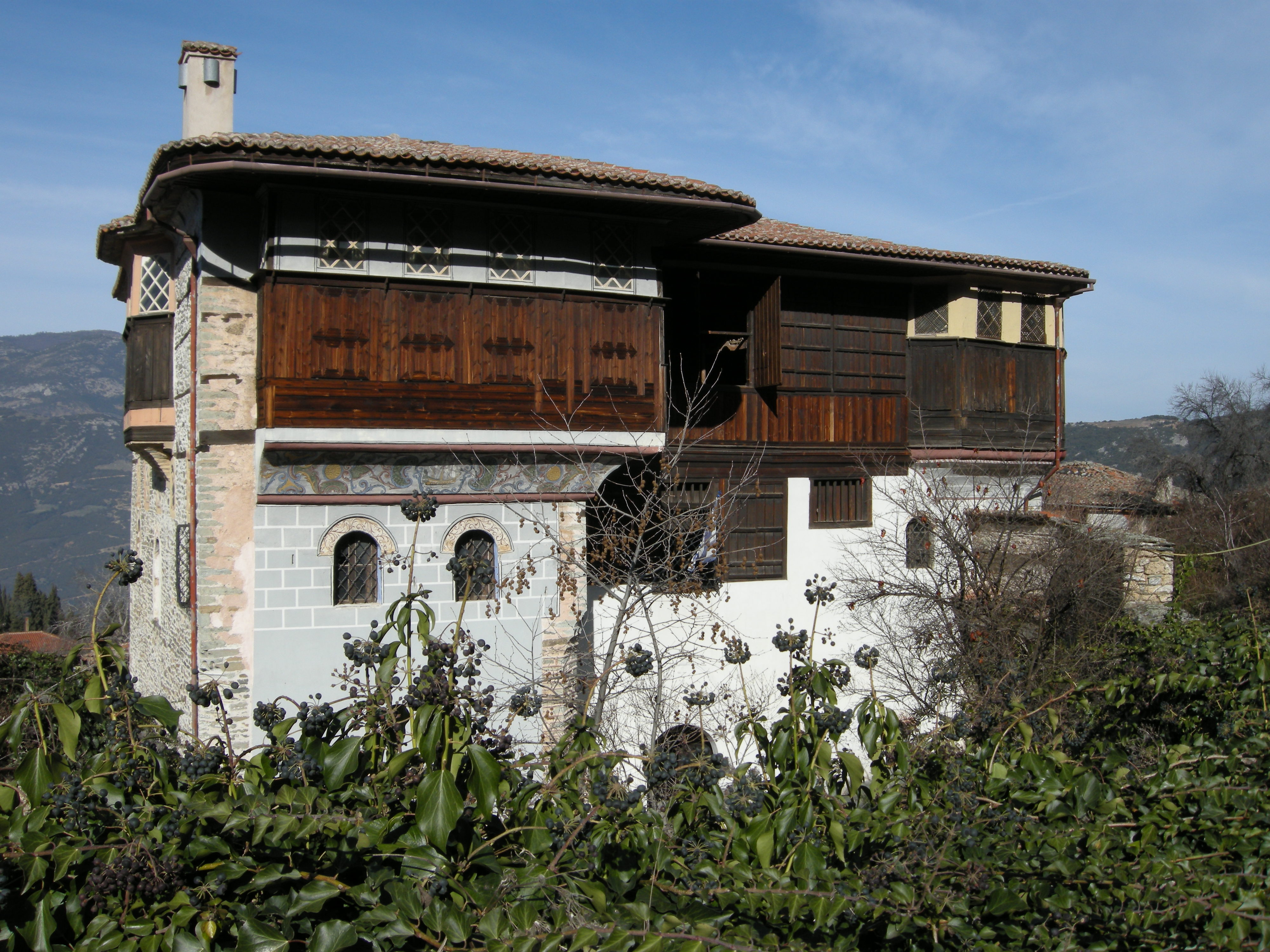
Manoir Georgios-Schwartz à Ambelákia (Thessalie).
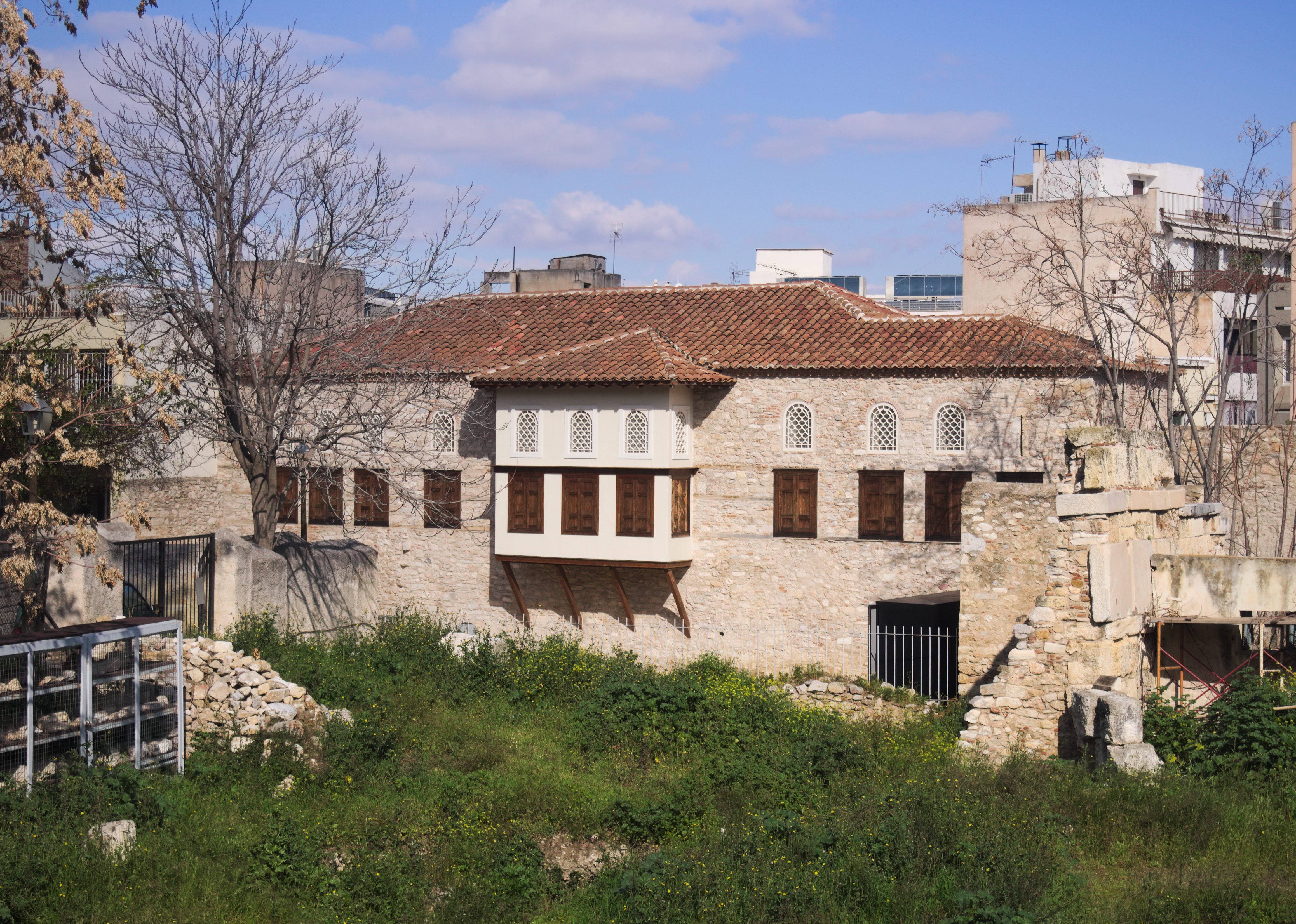
Manoir Benizélos dans le quartier athénien de Pláka.
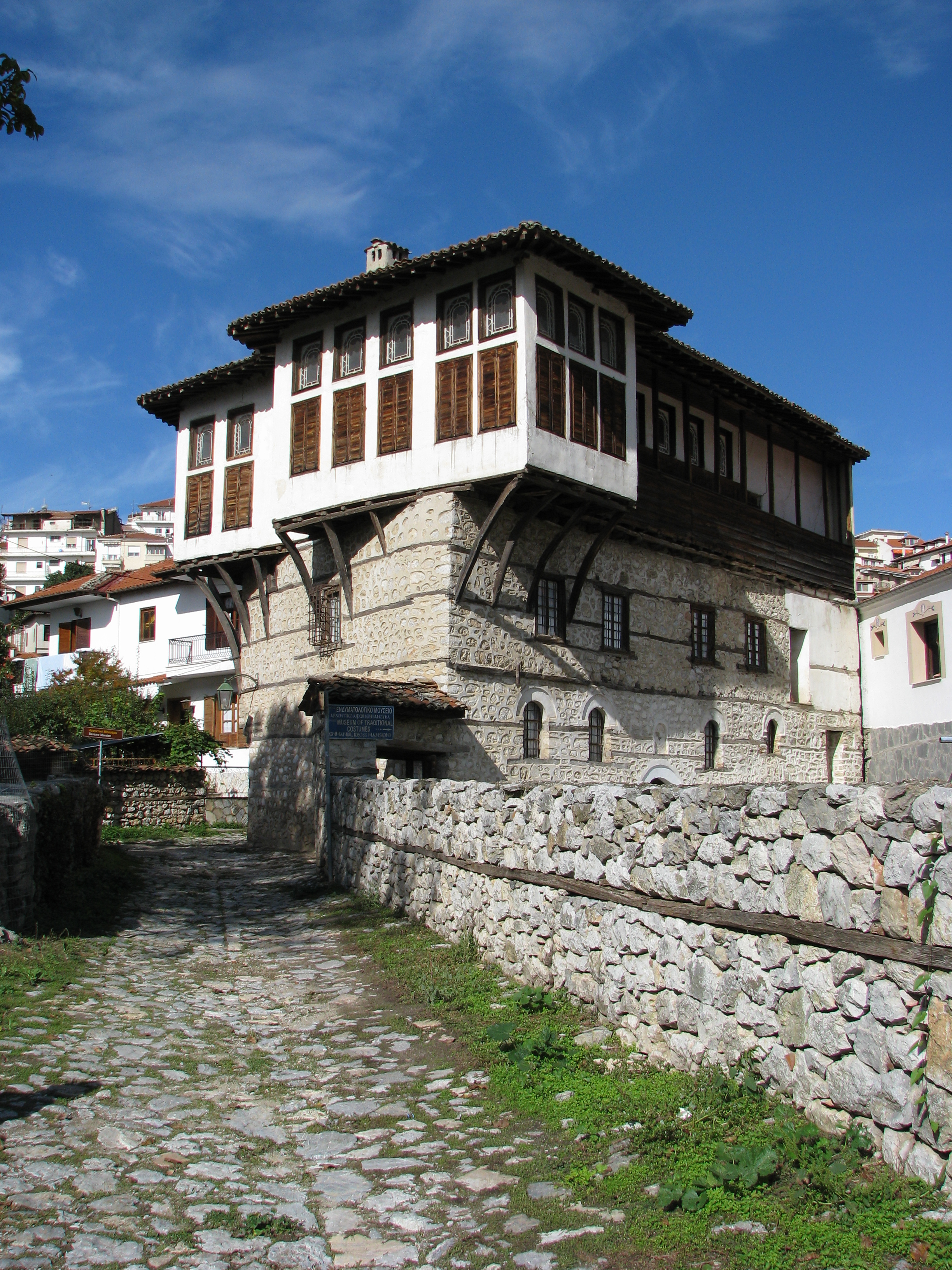
Manoir à Kastoriá (Macédoine-Occidentale).

## En Serbie

### Résidences
Les konaks de Serbie datent pour la plupart du XVIIIe siècle et du début du XIXe siècle, c'est-à-dire de la fin de la présence ottomane et de l'autonomie de la principauté de Serbie. En général, les édifices de cette période comportent une cave et deux autres niveaux. Les murs sont percés par de nombreuses fenêtres symétriquement disposées. La façade principale est ornée d'un ou deux oriels, une avancée vitrée en encorbellement qui surplombe la rue et agrandit l'espace intérieur, tandis que la façade sur cour est ornée d'un balcon. La cour, située à l'arrière du konak, est clôturée par de hauts murs.
Le konak du Pacha de Vranje, construit en 1765, est composé de deux édifices : le haremlik, partie intime de la maison où vivent les femmes, et le salamlik, réservé aux hommes ; il abrite aujourd'hui le musée national de Vranje. Le Vladičin konak ou « konak de Gospodar Vasin », à Kraljevo, a été construit par l'évêque Janičje pour y recevoir les membres de la dynastie serbe des Obrenović.
Le prince Miloš Obrenović, premier souverain de la Serbie autonome vis-à-vis de la Sublime Porte, a fait construire plusieurs konaks pour lui-même et pour sa famille, ainsi que pour ses proches. À Kragujevac, ville qui fut la première capitale de la principauté de Serbie, il fit édifier un ensemble de trois résidences, dont une seule subsiste aujourd'hui, le konak Amidža (en serbe : Amidžin konak), construit entre 1819 et 1824. À Belgrade, le konak de la princesse Ljubica (Konak kneginje Ljubice) a été construit entre 1829 et 1831 ; ce bâtiment à deux étages avec un oriel vitré témoigne d'une évolution dans la construction des konaks, avec une influence croissante de l'architecture occidentale : les fenêtres y sont encadrées de pierre et les angles de l'édifice sont décorés de colonnes ornementales. Le konak du prince Miloš, situé à Belgrade dans le quartier de Topčider, a été construit de 1831 à 1833 et mêle des éléments orientaux et classicisants. Le prince se fit encore bâtir un konak dans la station thermale de Brestovačka Banja, après la libération de l'est de la Serbie en 1837 ; ce bâtiment qui ne possède qu'un rez-de-chaussée est décoré d'un grand auvent et abrite aujourd'hui un hôtel.

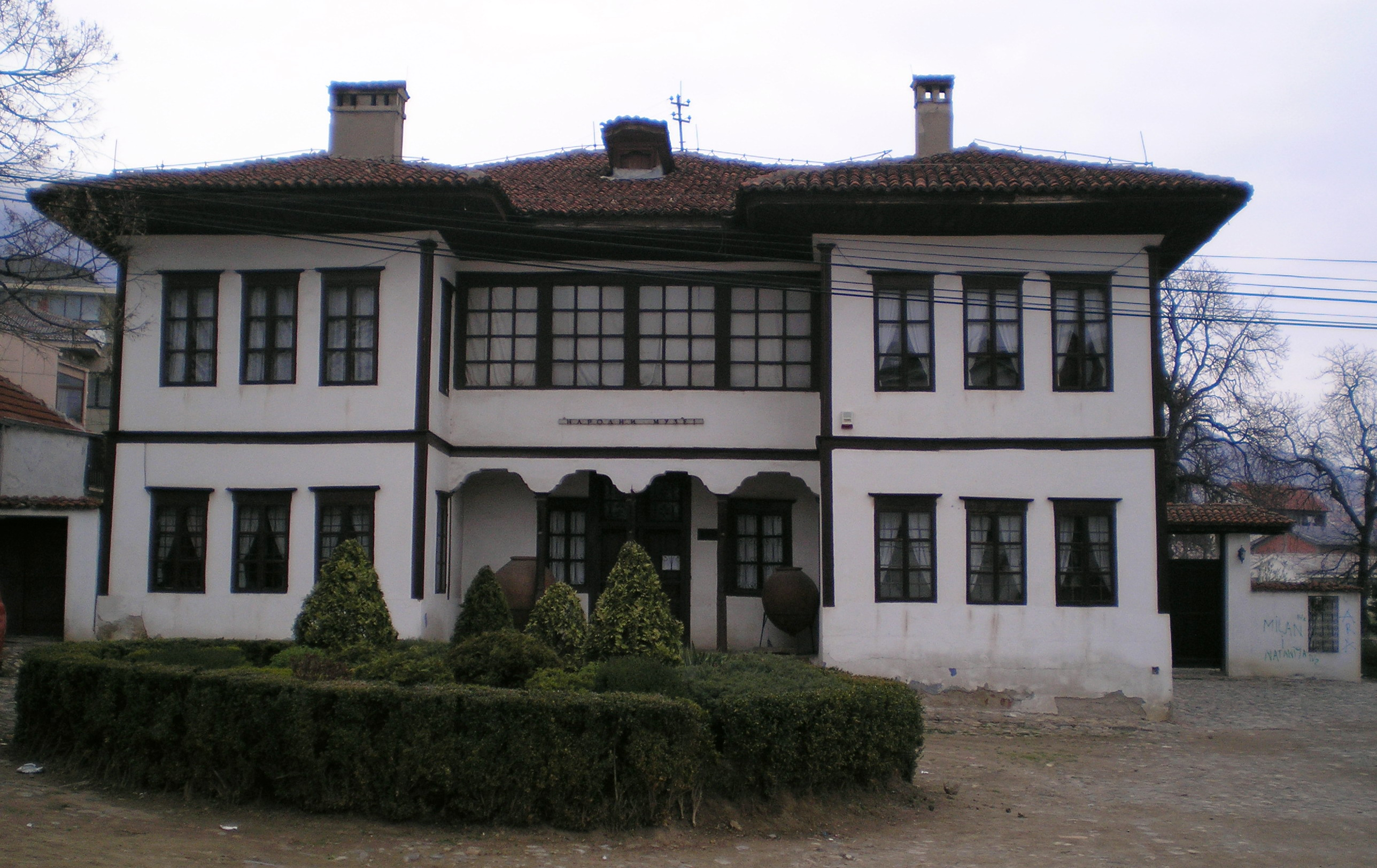
Le konak du Pacha à Vranje, 1765.
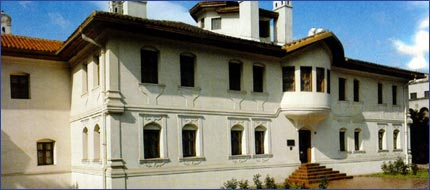
Le konak de la princesse Ljubica à Belgrade, 1829-1831.
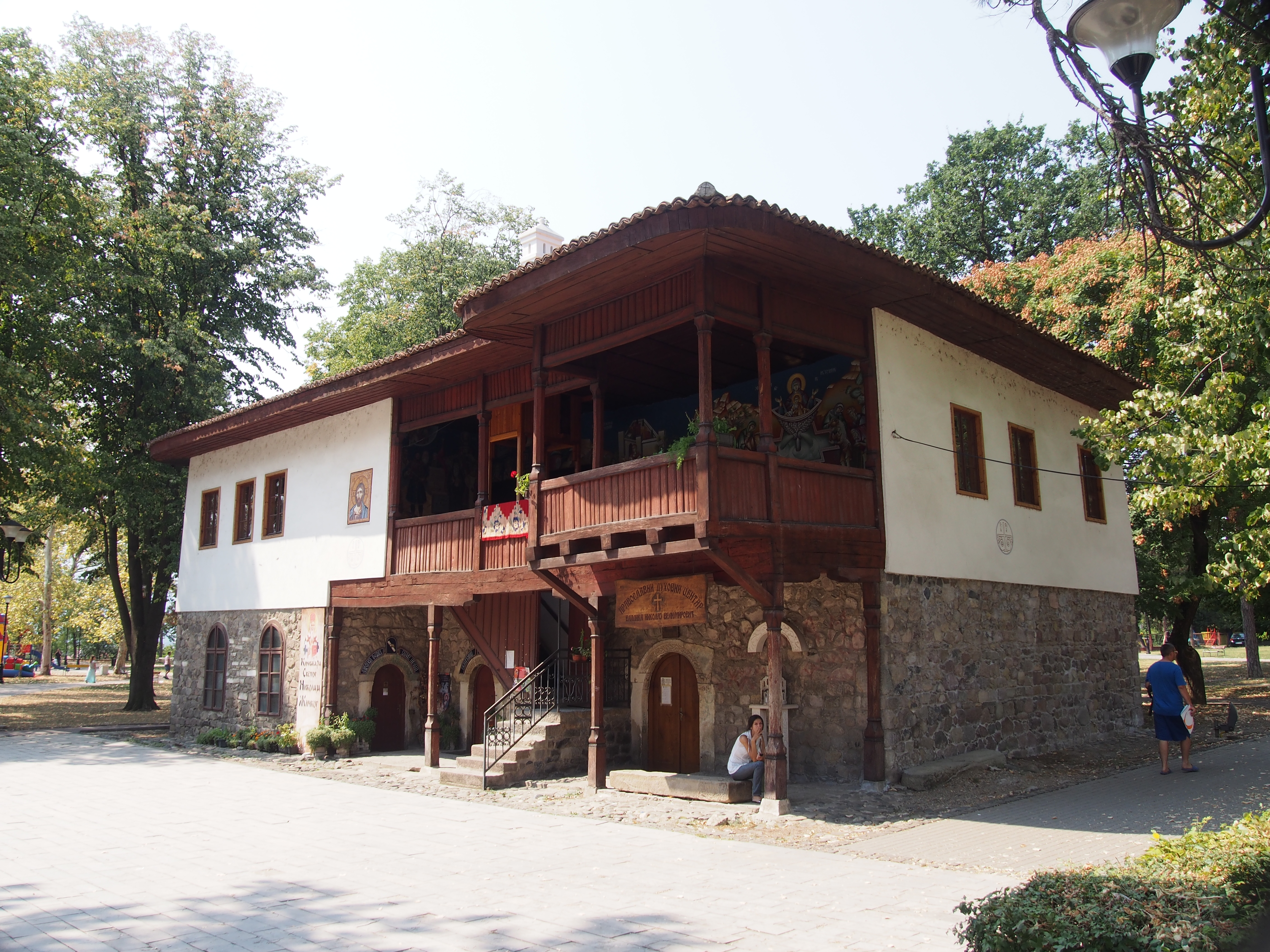
Le konak de Gospodar Vasin à Kraljevo, 1830.
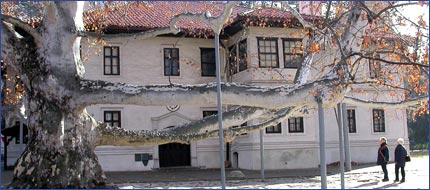
Le konak du prince Miloš à Belgrade, 1831-1833.
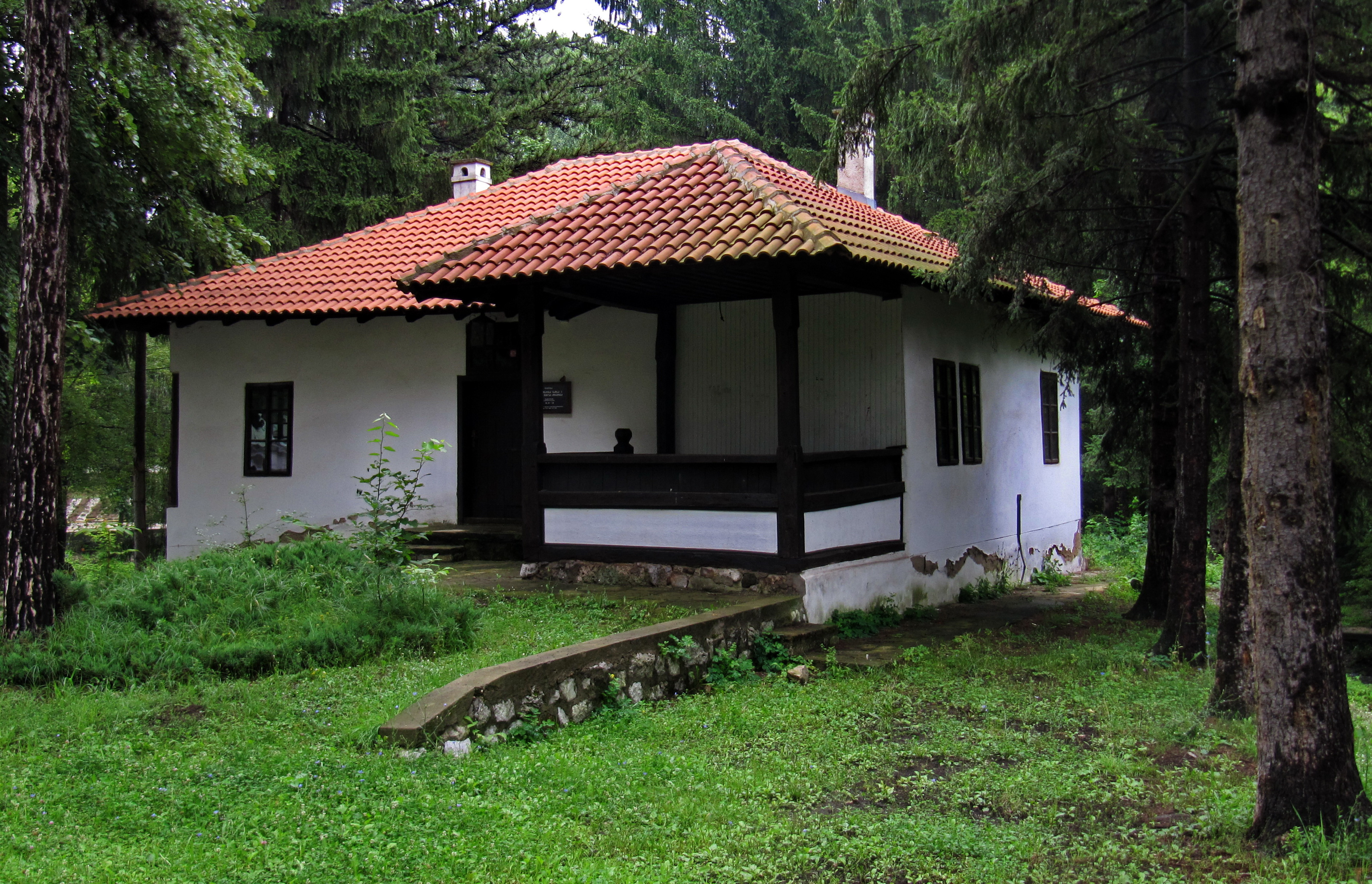
Le konak du prince Miloš à Brestovačka Banja, 1837.

### Monastères

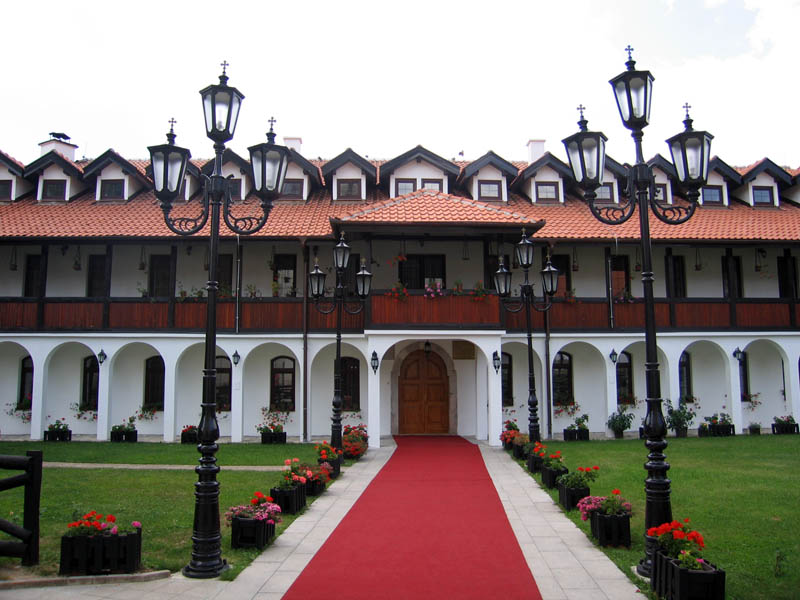
Le konak du monastère de Mileševa.

En Serbie, le terme de « konak » désigne également dans les monastères les bâtiments destinés à l'hébergement des visiteurs.